# 东湖街道 (沈阳市)
东湖街道是中国辽宁省沈阳市浑南区下辖的一个街道。

## 行政区划
东湖街道下辖石庙子村、刘付屯村、东岗子村、王家湾村、李巴彦村、养竹村、万家屯村、杨官屯村、麦子屯村、古城子村、牛相屯村、水家屯村、罗官屯村。